# 1299
1299 (MCCXCIX) fue un año común comenzado en jueves del calendario juliano.

## Acontecimientos
- Fundación del Imperio otomano por Osmán I (fecha tradicional)
- Fundación del Reino de Singapur (fecha aproximada)
- 27 de julio: los otomanos hacen su primera aparición e invaden Nicomedia.[1]
- 1 de noviembre: entronización de Haakon V de Noruega. Durante su reinado trasladará la capital de Bergen a Oslo.
- 1 de diciembre: Batalla de Falconara.

## Nacimientos
- Ténoch, caudillo azteca.
- Alfonso IV de Aragón.

## Fallecimientos
- 15 de julio: Erico II de Noruega
- 20 de noviembre: Daumantas de Pskov
- 31 de diciembre: Margarita de Anjou (1273-1299)
- Conrado III de Lichtenberg
- Juan I de Holanda